# 加工周期
在運籌學中，一个项目的加工周期（英語：Makespan）是指从工作开始到结束的时间长度。这种类型的多模式資源限制之專案排程問題（MRCPSP）寻求通过有效地使用项目资源，尽可能少的添加额外资源，以实现加工周期的最小化，从而算出最优的逻辑项目调度。这一名词通常用于调度问题。

## 举例
假设存在一个喂山羊的问题。在这个问题中，有三只山羊要喂，而参与喂羊的人有两个。他们分别是施缪尔和希夫拉。其中施缪尔喂一只羊需要10分钟，希夫拉喂一只羊需要12分钟，因此有以下几种安排工作的方式：
1. 让施缪尔去喂所有的羊，此时的加工周期为30分钟。
2. 让施缪尔去喂两只羊，希夫拉喂一只，此时的加工周期为20分钟。
3. 让施缪尔去喂一只羊，希夫拉喂两只，此时的加工周期为24分钟。
4. 让希夫拉去喂所有的羊，此时的加工周期为36分钟。

由此可见，最短加工周期为20分钟。